# 알렉스 피바
알렉스 피바(독일어: Alex Fiva, 1993년 1월 29일~)는 스위스의 프리스타일 스키 선수로 주 종목은 스키크로스이다. 2022년 동계 올림픽 스키크로스 종목에서 은메달을 획득했다.

## 기록
올림픽
- 스키크로스 2위(2022)

세계 선수권 대회
- 스키크로스 1위(2021)